# Millennium (journalsystem)
För andra betydelser, se Millennium (olika betydelser).
Millennium är ett datorjournalsystem från Oracle (Oracle Health(en), före detta Cerner) som för Västra Götalandsregionens södra del började användas i vården i november 2024. Redan efter tre dagar tvingades man pausa införandet av systemet på grund av allvarliga brister. I slutet av februari 2025 kom Västra Götalandsregionen och leverantören Oracle överens om en formell paus av journalsystemet Millennium på obestämd tid.
Även Region Skåne planerade för Millennium, men valde i december 2024 att uppskjuta införandet.

## Klagomål och kritik i USA
Problemen var många när journalsystemet Millenium infördes i amerikansk veteransjukvård. Under 2023 tvärbromsades fortsatt införande. Införandet av Millennium är tills vidare satt på paus inom VA efter att allvarliga brister uppdagats.